# Phlaocyon minor
Phlaocyon minor — це вимерлий вид псових ссавців, відомий з міоцену-олігоцену (Arikareean NALMA, понад 20 мільйонів років тому) Сполучених Штатів (Вайомінг, Південна Дакота, Небраска, Вайомінг і Техас).
Типовим зразком P. minor є частково верхня щелепа, частково зубний ряд і фрагменти кінцівок, знайдені в окрузі Оглала Лакота, Південна Дакота. Wang, Tedford & Taylor 1999 віднесли півдюжини інших зразків до P. minor, включаючи майже повний череп і нижню щелепу з Вайомінгу.
P. minor є найбільш базальним членом Phlaocyon, але його все ще можна відрізнити від більш примітивних борофагінів, таких як Archaeocyon, Rhizocyon і Cynarctoides. Характеристики, які поміщають його у Phlaocyon, включають міцні та вкорочені премоляри, квадратний перший верхній моляр і розширений талонід на першому нижньому молярі. Особливості, унікальні для P. minor, включають подвійний скроневий гребінь і подовжений нижній другий моляр.